# Distrikt Ranau
Der Distrikt Ranau ist ein Verwaltungsbezirk im malaysischen Bundesstaat Sabah. Verwaltungssitz ist die Stadt Ranau. Der Distrikt ist Teil des Gebietes West Coast Division, zu dem die Distrikte Kota Kinabalu, Ranau, Kota Belud, Tuaran, Penampang, Putatan und Papar gehören.

## Geographie
Der gesamte Distrikt erstreckt sich über eine Fläche von 1978,5 km², allerdings ist geplant, die Grenze zwischen Tambunan und Beluran zu verschieben, womit eine Vergrößerung der Fläche auf 3555,51 km² einherginge.

## Demographie
Ranau hat 85.077 Einwohner (Stand: 2020). Die Bevölkerung des Distrikts beträgt laut der letzten Volkszählung 94.092 Einwohner (Stand: Zensus 2010). Ranau wird hauptsächlich von der indigenen Gruppe der Dusun bevölkert. Außerdem gibt es eine kleine chinesische Gemeinschaft der Hakka, Hokkien und anderer Chinesen, die sich bereits vor langer Zeit in Ranau niedergelassen haben. Darüber hinaus findet man Malaien, Kadazan, Murut und andere indigene Völker Sabahs. Wegen der landwirtschaftlichen Ausrichtung der Region gibt es auch eine beträchtliche Zahl ausländischer Arbeitskräfte aus Indonesien und den Philippinen, die auf großen bäuerlichen Betrieben und auf Plantagen angestellt sind. Inder machen nur einen verschwindend geringen Anteil an der Bevölkerung aus.
Die multikulturelle Zusammensetzung der Bevölkerung hat der Region eine Vielzahl bi-nationaler Ehen beschert; insbesondere sind hier die Sino-Dusun-Partnerschaften hervorzuheben.

## Verwaltungssitz
Verwaltungssitz des Distrikts ist die Stadt Ranau.

## Gliederung des Distrikts
Der Distrikt ist in vierzehn Unterbezirke oder Regionen (kawasan) aufgeteilt die wiederum aus mehreren Siedlungen oder Dörfern (malaiisch kampung, Abk.: kg.) bestehen. Insgesamt gibt es 212 kampung in Ranau. Die nachfolgende Liste enthält alle Siedlungen und ihre Zuordnung zu den jeweiligen Unterbezirken:
| Kawasan               | Kampung |
| --------------------- | --- |
| Liwagu                | Pekan Ranau, Kimolohing, Muhibbah, Paka II, Longut Baru, Kiaburi, Rapak/Takurik, Lintuhun, Lingkudau Lama, Lingkudau Baru, Tiang Baru, Kasiladan/Giman/Kawog, Kandawayon, Mininsalu Baru                                                                                       |
| Tanah Rata/Kituntul   | Lukapon, Tagudon Baru, Sinarut, Lasing, Marakau, Kilimu, Tanah Merah, Bahab, Libang, Kokob Baru, Tudangan, Matan, Silou, Badukan, Boduyon, Kituntul Lama, Kituntul Baru,Togoyog/Lipoi, Kinapulidan, Mindahuon Baru, Rugading, Kigiok                                           |
| Tambiau/Mohimboyon    | Kibbas, Purakagis, Koporingan,Tambiau, Sarapong, Paka I,Toboh Baru, Lipasu Baru, Lipasu Lama, Wa'ang, Kiwawoi, Mohimboyon |
| Suminimpod/Kopongian  | Gana-Gana, Kopongian, Giring-Giring, Nampasan Lama, Gaur, Suminimpod, Mininsalu Lama/Narambai, Niasan, Bayag, Kita'ie, Longut, Tiang Lama |
| Kundasang/Bundu Tuhan | Pinausuk,Tambalang, Ruhukon, Sinisian, Samuroh, Naradau, Desa Aman, Lembah Permai, Dumpiring Bawah, Kinaundusan, JKDB Pekan Kundasang, Dumpiring Atas, Kinasaraban, Kundasang Lama, Cinta Mata, Kalangaan, Kauluan, Mesilou, Sokid Bundu Tuhan, Siba Bundu Tuhan, Gondohon     |
| Lohan/Bongkud         | Lohan Ulu, Karanaan Baru, Kinasaraban Baru, Lohan Scheme I, Minihas/Maukab Baru, Randagong Baru, Kinorotuan, Silad, Lohan Scheme II, Simpangan Poring, Nampasan Baru, Poring, Nopung II, Nopung I, Narawang, Namaus Bongkud, Bongkud, Lutut, Waluhu                            |
| Randagong             | Mumpait, Kinirisan, Poropot, Randagong, Lagkau, Kosisingan,Tungou, Sumalang, Maukab |
| Perancangan           | Singgaron Baru,Togis, Perancangan, Debut Langsat, Takutan, Langsat, Nalumad, Kilanas Baru, Kirokot |
| Nalapak               | Sodul I, Sodul II, Muruk, Luanti Baru, Nalapak, Kobuh Baru, Nabutan, Sungangon, Sagindai Baru, Sagindai Lama |
| Timbua                | Tarawas, Pinawantai, Pahu Pinawantai, Debut Timbua, Kimboroi Timbua,Timbua, Lobou Baru, Togop Laut, Tinutuan, Togop Darat, Merungin I, Lobou Timbua, Merungin II, Pinampadan,Tibabar,Turuntungan, Monggis,Tumbalang, Lobou Lama, Daramakon, Keiyep, Nawanon, Kantas Baru, Pugi |
| Karanaan/Tagudon      | Karanaan, Sosondoton, Komburongoh/Mogoho/Soyod, Piasau,Tagudon Lama/Pulutan, Himbaan, Pahu, Ratau, Terolobou, Tinatasan, Toboh Pahu,Toboh Lama,Tudan II,Tudan I |
| Paginatan             | Matupang, Tarikon/Tadsom, Minihas, Paginatan, Bunakon, Lungkidau, Soborong Paginatan, Maringkan, Balisok, Tabah, Nunuk Ragang, Toupus, Miruru, Mangkadait, Mindahuon Lama, Toporoh, Mentapok                                                                                   |
| Malinsou              | Mokodou, Kopuakan, Tanid, Linapasan, Malinsou Darat/Nasakot, Sumbilangon, Wayan, Tinindoi, Sinurai, Mangkapoh I, Tinaum/Mangkapoh II, Mampakot/Malinsou |
| Kaingaran             | Paka Sugut, Meningkulau, Kawiyan, Kilanas Sugut, Giring, Pinutudaan/Minintob, Kaingaran, Kotog, Meridi, Betong, Tinongian, Namaus, Ulu Sugut, Kiwakau, Karagasan, Pamaitan, Patau,Tundangon Ulu Sugut, Mansalu, Gan, Gusi                                                      |

## Liste derDistrict Officersin Ranau
| Name                              | Im Amt ab  | Im Amt bis |
| --------------------------------- | ---------- | ---------- |
| Datuk John B. Dusing              | 1961       | 1964       |
| Kassim Osman                      | 1964       | 1965       |
| Peter Seck                        | 1965       | 1969       |
| Datuk Clarence Mansul             | 1969       | 15.10.1970 |
| Haji Jasnie Gindog                | 1970       | 1971       |
| Awang Salleh Konolon              | 1971       | 1975       |
| Norbert Lee                       | 31.03.1975 | 25.05.1976 |
| Haji Abd. Majid Chong             | 25.05.1976 | 29.11.1976 |
| Haji Awang Nuhin Pg. Hj. Abd Rauf | 29.11.1976 | 31.08.1978 |
| Datuk Sari Suhut                  | 01.08.1978 | 16.02.1982 |
| Datuk Abd. Amit Guyah             | 16.02.1982 | 17.02.1983 |
| Mohd Rahfee Hj. Abd. Rauf         | 17.02.1983 | 13.01.1989 |
| Datuk Louis Rampas                | 13.01.1989 | 19.01.1991 |
| Andrew J. Nusius                  | 19.01.1991 | 20.06.1994 |
| Suhaili Riman                     | 20.06.1994 | 08.1996    |
| Datuk Haji Amri A Hj. Suratman    | 08.1996    | 2006       |
| Siriman M.F. Basir                | 2006       | 2009       |
| Haji Faimin Kamin                 | 2009       | amtierend  |